# Escudo de Ucrania
El escudo de Ucrania (en ucraniano: Державний Герб України) está formado por un campo único, de azur, en el que aparece representado con color oro un motivo que es una síntesis muy abstracta y simbólica de una composición preheráldica vinculada con la dinastía gobernante durante el siglo X y de los elementos heráldicos ucranianos más antiguos, que se remontan al año 980.
Aún no se ha determinado con exactitud el origen y el significado del Trýzub o "tridente ucraniano", aunque parecería estar ligado a una paronomasia (siempre en ucraniano) entre la antigua palabra para libertad y la palabra para tridente. Así es que esta abstracta figura o simbolización es denominada comúnmente el tridente (en ucraniano: Тризуб, Trýzub). Ha sido el más antiguo de los escudos empleados, ya que se han introducido numerosos cambios desde el siglo XIII. Actualmente no se han determinado con exactitud tanto el origen como el significado del tridente ucraniano, si bien se han producido hallazgos arqueológicos en los que aparecen figuras de tridentes datados en el siglo I a. C.
Es oficialmente el escudo de Ucrania desde el 19 de febrero de 1992. Fue símbolo nacional de la República Popular Ucraniana desde el 22 de enero de 1918, cuando esta proclamó su independencia, hasta marzo de 1921, fecha de la derrota en la guerra de independencia de Ucrania. Paralelamente, el 25 de diciembre de 1917 se había proclamado la RSS de Ucrania que fue posteriormente una república de la Unión Soviética desde su formación en 1922 hasta su desmantelamiento en el año 1991. El antiguo escudo de la RSS de Ucrania era rojo y presentaba elementos en oro o amarillo, como el emblema comunista de la hoz y el martillo, la estrella roja en la cima y haces de espigas de trigo orlando al escudo circular.
Es de notar que la actual bandera de Ucrania parece derivar sus colores del escudo del Trýzub (en español: tridente), y no como en el caso más frecuente de que las banderas den sus colores principales a los escudos.

## Composición
Esquema

Escudo en color
Escudo en blanco y negro
Esquema del escudo
Esquema del tridente

Colores
| Perfil de color | Azul                  | Amarillo                    |
| --------------- | --------------------- | --------------------------- |
| Pantone         | Pantone Coated 2935 C | Pantone Coated Yellow 012 C |
| Lab             | 34.02, −2.19, −64.19  | 85.29, 5.18, 109.8          |
| RAL             | 5005                  | 1023 Traffic yellow         |
| RGB             | 0, 87, 184            | 255, 215, 0                 |
| CMYK            | 100, 71, 0, 0         | 2, 12, 100, 0               |
| HEX             | #0057b8               | #ffd700                     |
| Websafe         | #0066cc               | #ffcc00                     |

## Adopción
El 19 de febrero de 1992, la Rada Suprema de Ucrania aprobó en su resolución el emblema estatal de la Ucrania Independiente. El escudo se convirtió en un tridente dorado en un escudo azul, un símbolo nacional de los ucranianos durante la Guerra de Independencia de Ucrania. El proyecto del escudo, aprobado por la Rada, fue desarrollado por un grupo de heraldistas ucranianos: Andréi Grechil, Alekséi Kohan e Iván Turetsky.
El decreto definió al escudo como el escudo de armas pequeño de Ucrania, considerándolo como el elemento principal del escudo de armas grande. La imagen del escudo de armas se colocaría en los sellos de las autoridades públicas y de la administración pública, en billetes y sellos postales, certificados oficiales, sellos y membretes de instituciones estatales. El documento también tenía un anexo que contenía color, blanco y negro y una representación esquemática del escudo de armas con las proporciones especificadas del escudo y el tridente.
El 28 de junio de 1996, se adoptó la Constitución de Ucrania, que en el Artículo 20 proclamó al tridente un elemento importante del Gran Emblema Nacional de Ucrania. El tridente se definió como un signo del Estado principesco de Vladimiro I de Kiev el Grande y el pequeño emblema estatal de Ucrania. Según la Constitución, el gran emblema estatal se establecería en el futuro por una ley separada de la Rada Suprema de Ucrania, teniendo en cuenta el pequeño escudo de armas y el emblema del ejército de Zaporizhia.

## Gran Escudo de Armas

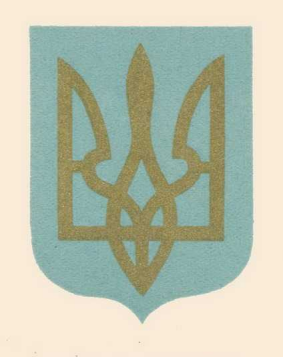
Propuesta de Mykola Bytynskyi
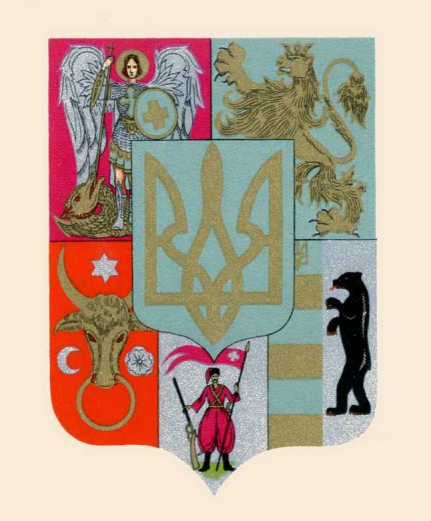
Propuesta de Mykola Bytynskyi
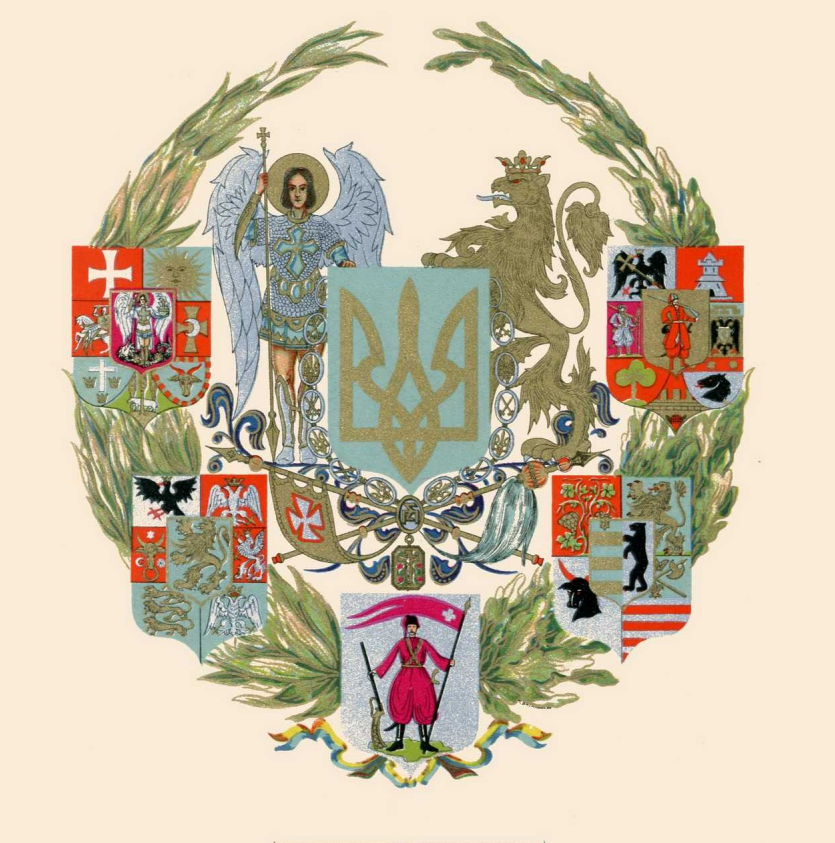
Propuesta de Mykola Bytynskyi
Propuesta de Mykhailo Hrushevskyi
Propuesta hecha en 1996

En 1917, el presidente de la Rada Central, Mykhailo Hrushevsky, propuso el Gran Escudo de Armas en forma de un escudo único coronado por una paloma con una rama de olivo. El escudo estaba dividido en cinco partes. En el centro había un escudo más pequeño que representaba un arado como símbolo del trabajo productivo y pacífico, rodeado por los antiguos símbolos estatales de Ucrania: las armas principescas de Vladimir el Grande o Volodymyr el Grande (tryzub), Litvin Pogon con un león dorado, cosaco con mosquete, la ballesta de Kiev y el león de Lviv.
El gran escudo de armas no se ha llegado a adoptar nunca de manera oficial, si bien se ha publicado en diversas fuentes heráldicas. En esta variante, el escudo de azur con el tridente de oro va flanqueado por el león de Galitzia a la diestra y un cosaco con el vestido tradicional, armado con un mosquete, símbolo del Hetmanato cosaco, a la siniestra. Está timbrado con la corona de Vladimiro I de Kiev, símbolo de la soberanía ucraniana, y decorado al final con una cinta con los colores de la bandera, espigas de trigo y frutos de la variante local del durillo. No se ha aprobado porque necesita una mayoría de dos tercios en el Parlamento de Ucrania, a la que no llega por la reticencia que muestran los comunistas y los partidos prorrusos.

## Escudos históricos

Escudo de Vladimiro I de Kiev (958-1015), Rus de Kiev
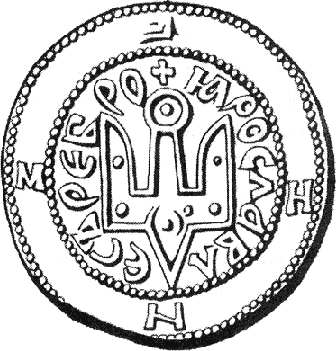
Escudo de Yaroslav I el Sabio (978-1054), Rus de Kiev
Escudo del Voivodato de Kiev, desde 1569
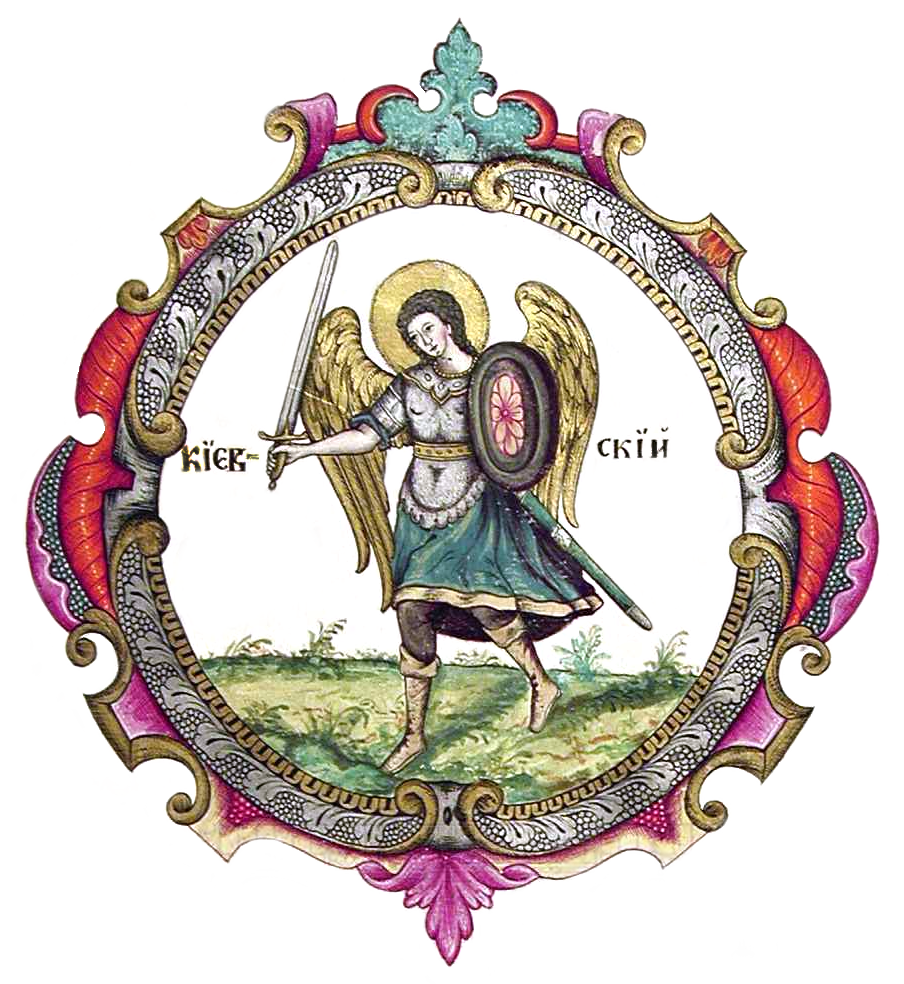
Escudo de la tierra de Kiev del libro titular del zar, 1672
Escudo del Hetmanato cosaco (1649-1764)
Escudo de la República Popular Ucraniana (1917-1921)
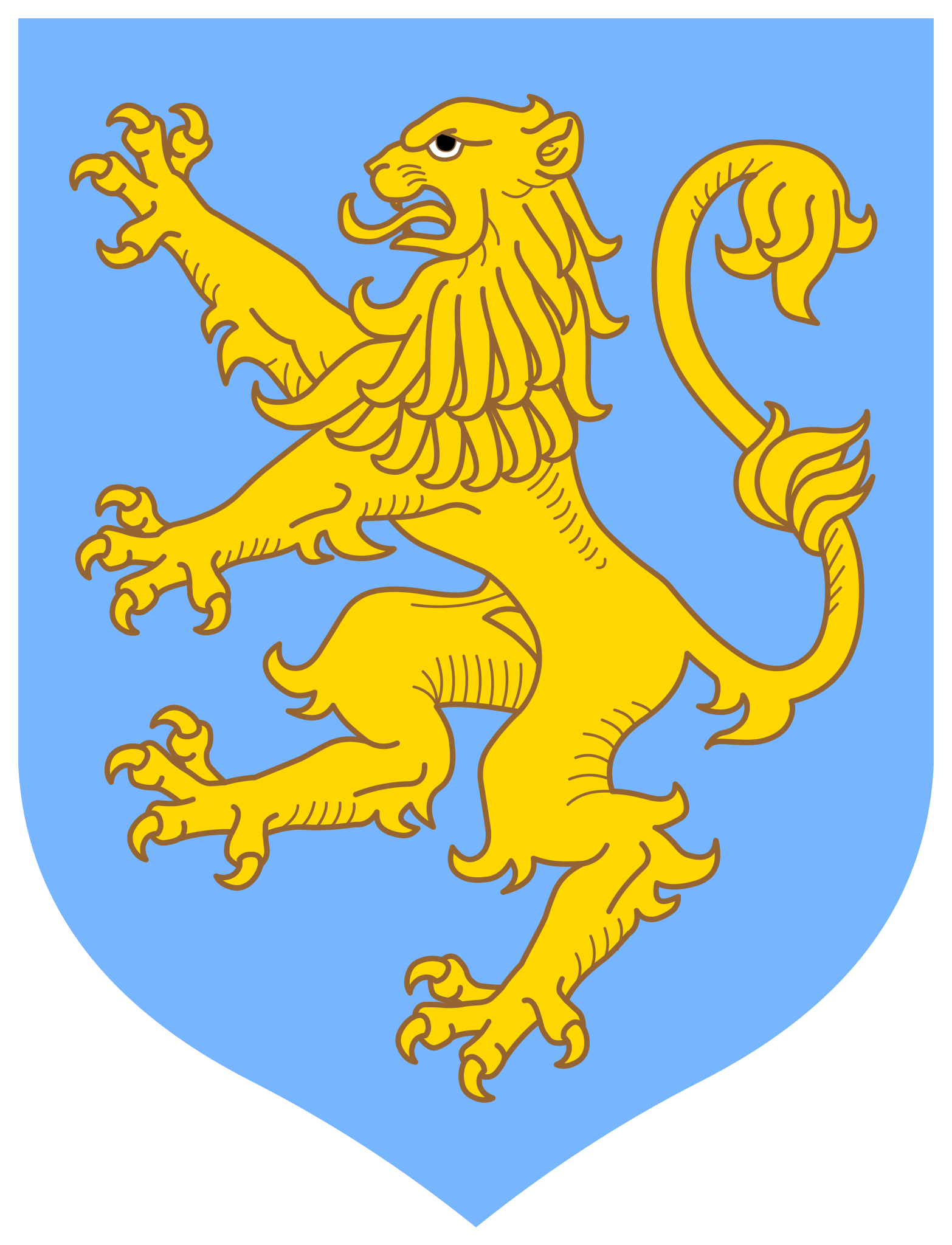
Escudo de la República Popular de Ucrania Occidental (1918-1919)
Escudo de armas del Estado ucraniano (1918)
Escudo de la RSS de Ucrania (1919-1929)
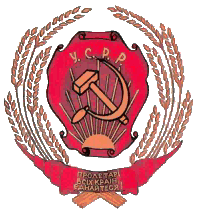
Escudo de la RSS de Ucrania (1929-1937)
Escudo de la RSS de Ucrania (1937-1949)
Escudo de la Ucrania de los Cárpatos (1938-1939)
Escudo de la RSS de Ucrania (1949-1991)